# 大結集
大結集，出於南传佛教《岛史》的傳說，在第二次結集時代，被上座放逐者、毘舍离的跋耆族惡比丘集合了一万人，进行一次大型結集:
|  | 為上座所放逐者，惡比丘跋耆子等，……集一萬人，而為法之結集，故名大結集。大結集比丘，違背教法，破壞根本集錄，另為集錄。……棄甚深經律之一分，別作相似經律。 |

。
《島史》稱萬人結集導致了上座部和大众部發生根本分裂，此後佛教也因教義和戒律分歧而產生不同部派，至佛滅滿二百年時就約有十八個部派。

## 律藏記載
儘管現存五部律藏內容不盡相同，但均源自第二次結集所再次誦出的律藏，至於法藏，傳承優波離尊者法統的《善見律毘婆沙·跋闍子品第二集法藏》記載了第二次結集法藏：
|  | 世尊涅槃已一百歲時。毘舍離跋闍子比丘。毘舍離中十非法起。……諸跋闍子修那伽子名阿須。阿須爾時作王。黨跋闍子等。爾時長老耶須拘。是迦乾陀子。於跋闍中彷徉而行。聞已。我不應隱住壞十力法。若為方便滅此惡法。即往至毘舍離。到已。爾時長老耶須拘迦乾陀子。於毘舍離大林鳩咤伽羅沙羅中住。爾時跋闍子比丘說戒時。取水滿鉢置比丘僧中。爾時毘舍離諸優婆塞來詣。跋闍子比丘作如是言。語諸優婆塞。應與眾僧錢。隨意與半錢若一錢。使眾僧得衣服。一切應說。此是集毘尼義。七百比丘不減不長。是名七百比丘集毘尼義。 於集眾中二萬比丘集。長老耶斯那比丘發起此事。於跋闍子比丘眾中。長老離婆多問薩婆迦。薩婆迦比丘答。律藏中斷十非法及消滅諍法。大德。我等輩今應出法及毘尼。擇取通三藏者至三達智比丘。擇取已。於毘舍離婆利迦園中。眾已聚集。如迦葉初集法藏無異。一切佛法中垢洗除已。依藏更問。依阿含問。依枝葉問。依諸法聚問。一切法及毘尼藏盡出。此是大眾於八月日得集竟。 |

有些大乘信徒認為《善見律毘婆沙》記載中未提及跋闍子比丘對第二次結集結論和誦出的經律有異議，而第三次結集前僧伽不合是混入的“外道”引起的，而在此前後佛陀弟子本身是一味和合的。不過《善見律毘婆沙》是漢傳佛教僧伽跋陀羅自己從上座部佛教翻譯的經典並不是上座部佛教僧團認證的經典，上座部佛教的巴利三藏和注釋有更詳細完整的記載。
有些大乘信徒認為戒律作為佛教傳承的主要載體，歷經多代人的口耳相傳和解釋，其註釋最能體現部派傳統。南傳佛教現有律註版本在有關佛教歷史的記載中，與漢譯的古代版本相比，已經變更了部分偈頌和解說來強調自己是“上座部”，不過這些說法缺乏證據。
有些大乘信徒認為南傳佛教《島史》轉載並加工了律藏註釋的有關記載，稱跋闍子比丘反對第二次結集結論並舉行了自己的“大結集”，並稱佛滅二百多年後的第三次結集前就分裂成了十八部或二十餘部，這些對幾百年前歷史事件的新說法的更確切來源不明。不過實際上第三次結集的《論事》清楚記載上座部佛教之外其它部派的不同教義和錯誤。

## 時代背景
斯里蘭卡島上的佛教，最早在阿育王時代傳入，原屬上座部分別說部，史稱赤銅鍱部。在婆羅根跋（或婆多伽彌尼阿跋耶）王時代（公元前44年～前17年），國王在王城之北造了一座著名的無畏山寺，獻給他所尊敬的拘比迦羅·摩訶帝須長老。導致無畏山派分立。同時有一部份從印度巴羅羅寺屬於跋闍子派的達摩羅支阿闍黎的弟子們來到無畏山居住，無畏山的比丘也接受了他們的學說，所以大寺派便叫無畏山派為達摩羅支派。大寺派與無畏山派始終利用一切可能手段進行著激烈的鬥爭。